# جورج دبليو. اندروز
جورج دبليو. اندروز (بالإنجليزية: George W. Andrews)‏ هو محامي وضابط وسياسي أمريكي، ولد في 12 ديسمبر 1906 في الولايات المتحدة، وتوفي في 25 ديسمبر 1971 في الولايات المتحدة. حزبياً، نشط في الحزب الديمقراطي. وقد انتخب المدعي العام ‏ (1931 – 1943) وانتخب عضو مجلس النواب الأمريكي (14 مارس 1944 – 25 ديسمبر 1971).